# Einar Enevoldson

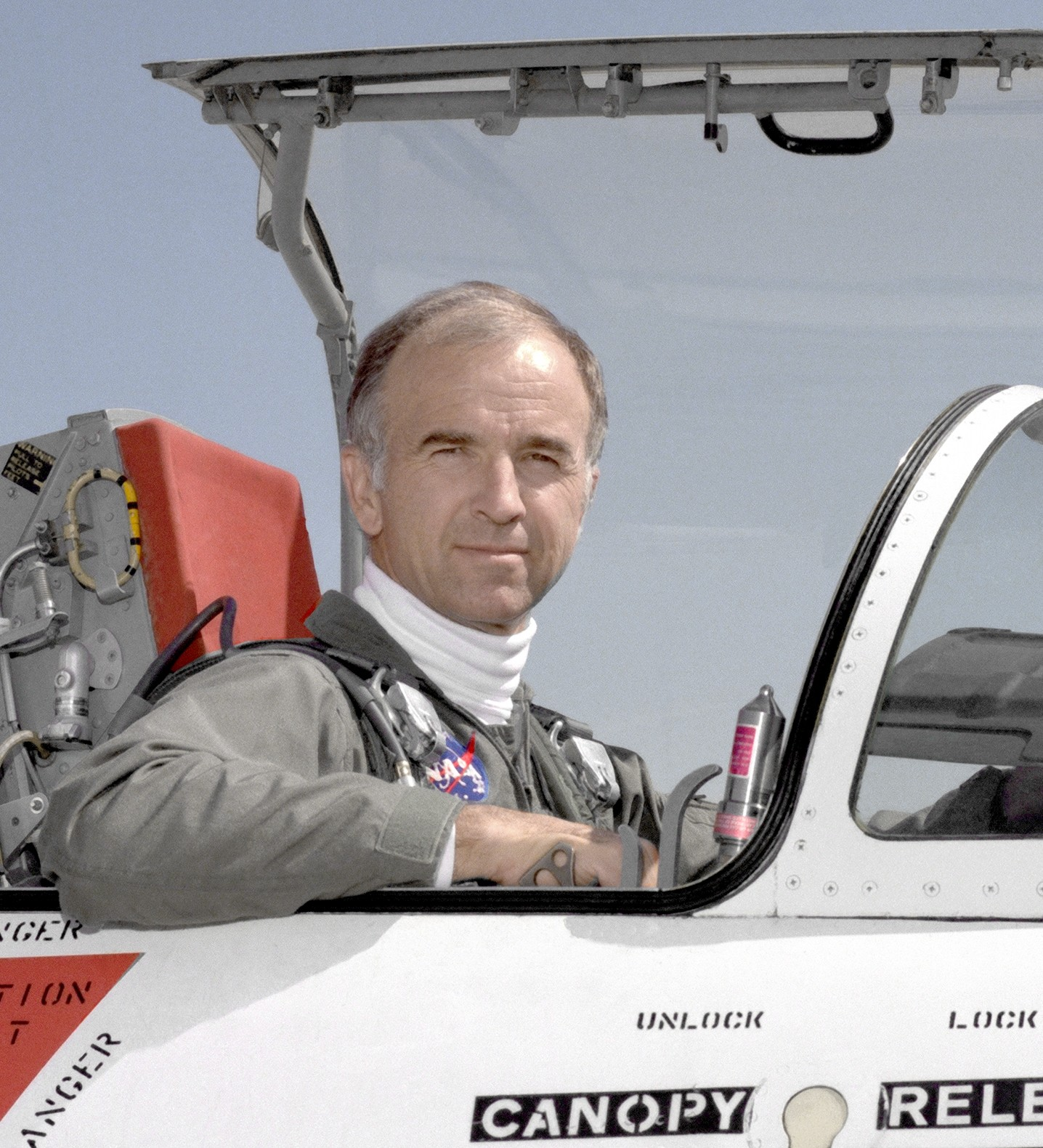
Einar Enevoldson (1984)

Einar Enevoldson (* 15. Juni 1932 in Seattle, Wash.; † 14. April 2021 in Emeryville, Kalifornien) war ein amerikanischer Segelflugpilot und bis 2018 Weltrekordhalter in der größten, von einem Segelflugzeug je erreichten Höhe (15.460 m). Enevoldson war ein Testpilot der NASA, der unter anderem zweimal den Raketengleiter X-24B flog, eine Vorstufe des Space Shuttle.
Geflogen wurde der Rekord am 29. August 2006 in einem Eigenbau namens „Perlan“, benannt nach dem gleichnamigen Projekt, der auf einer DG-505 basiert. Zweiter Mann an Bord war Steve Fossett. Der Flug fand in den Anden statt.
Nach der Beschreibung des Fluges von Fossett wurden sie in 4.000 Metern Höhe von einem Schleppflugzeug abgekoppelt und durch Luftströme weiter über Patagonien getragen. Der Flug dauerte etwa vier Stunden, wobei die Außentemperatur auf 57 Grad unter Null fiel. Diese Bedingungen wurden durch Druckanzüge kompensiert. 
Inzwischen (2018) wurde der Rekord durch das von Airbus unterstützte Projekt Perlan II
überboten. Jim Payne und Tim Gardner erreichten in der Perlan II am 2. September 2018 in den Wellenaufwinden über Argentinien eine Höhe von über 23.200 m.